# カーチ・キライ
カーチ・キライ（Charles Frederick "Karch" Kiraly, 1960年11月3日 - ）は、アメリカ合衆国の元男子バレーボール選手（元アメリカ代表）、バレーボール指導者。
バレーボール（インドア）とビーチバレーの2種目でオリンピックの金メダルを獲得した唯一の選手である。

## 来歴
ミシガン州・ジャクソン出身。父親はハンガリー動乱のためにアメリカに逃れてきた移民である。6歳のときにビーチバレーを始め、大学に入ってからバレーボールを始める。
1982年世界選手権で国際大会デビュー。1984年ロサンゼルスオリンピックと1988年ソウルオリンピックに出場し、2大会連続金メダルを獲得。
1990年から1992年までプレーしたイタリア・セリエAのラヴェンナでは、1991年世界クラブ選手権で優勝し、最優秀選手に選出。1990-1991シーズンのリーグ優勝にも貢献するなどインドアで活躍した後、ビーチバレーに転向する。
1996年アトランタオリンピックにケント・ステフェス（en）と組んでビーチバレーで出場し、金メダルを獲得。
2001年バレーボール殿堂入り。国際バレーボール連盟の「20世紀最優秀選手」に選出。
2009年、アメリカ女子代表チームのアシスタントコーチに就任、ロンドン五輪後の2012年9月、同監督になることが発表された。
2024年10月、アメリカ男子代表監督就任が発表された。

## 所属クラブ
- カリフォルニア大学ロサンゼルス校 （1979-1981年）
- アメリカナショナルチーム （1981-1988年）
- ビーチバレー （1988-1990年）
- ポルト・ラヴェンナ・バレー （1990-1992年）

## 著書
- 『カーチ・キライのパーフェクト・クリニック』（日本文化出版、1987年12月）